# Pardosa bendamira
Pardosa bendamira är en spindelart som beskrevs av Roewer 1960. Pardosa bendamira ingår i släktet Pardosa och familjen vargspindlar.
Artens utbredningsområde är Afghanistan. Inga underarter finns listade i Catalogue of Life.